# Folketingsvalget 1947 (dokumentarfilm)
Folketingsvalget 1947 er en dansk propagandafilm fra 1947, der er instrueret af Ove Sevel efter manuskript af ham selv og Børge Michelsen.

## Handling
Appel til danskerne om at deltage i folketingsvalget, idet den skildrer en episode i en biograf, hvor forestillingen stopper, fordi operatøren er løbet hen for at stemme.